# Louis-Ferdinand de Rocca Serra
Pour les articles homonymes, voir Rocca Serra.
Louis-Ferdinand de Rocca Serra, né le 7 février 1936 à Mâcon et mort le 17 décembre 2021 à Cauro, est un homme politique français.

## Synthèse des mandats
- 20 février 1994 - 20 septembre 2001[2] : sénateur (RI) de Corse-du-Sud
- Maire de Levie (1963-2004)
- Conseiller général de Corse-du-Sud, élu du canton de Levie (1963-2001)
  - Premier vice-président du Conseil général de Corse-du-Sud (à partir de 1985)